# Voestalpine Böhler Welding
Die voestalpine Böhler Welding ist ein Hersteller von Schweißzusatzwerkstoffen in den Bereichen Verbindungsschweißen, Instandhaltungs- und Reparaturschweißen, Auftragsschweißen und Hart- und Weichlöten mit Sitz in Düsseldorf. Das Unternehmen hat über 40 Niederlassungen in 25 Ländern, 2.300 Mitarbeiter sowie ca. 1.000 Vertriebspartner.
Das Unternehmen ist ein Geschäftsbereich der Metal Engineering Division der voestalpine AG. 

## Geschichte
1870 erfolgte die Gründung von Böhler & CO in Wien durch die Emil und Albert Böhler. Böhler Welding wurde 1991 in eine separate Division der neu gebildeten Böhler-Uddeholm umgewandelt und übernahm UTP. Böhler-Uddeholm und Thyssen fusionierten 1996 ihre Geschäftsbereiche „Schweißen“ im Joint Venture Böhler Thyssen Welding (Böhler mit UTP / Thyssen mit Soudokay, Hilarius und Fontargen). Böhler-Uddeholm übernahm 2003 zu 100 % das Joint Venture Böhler Thyssen Welding. Thyssen Welding Consumables (Thermanit, Phoenix, Union) wurden 2004 in die Marke T-PUT umbenannt. 2005 übernahm Böhler-Uddeholm Avesta Welding. 2007 übernahm voestalpine Böhler-Uddeholm, die Division Böhler Thyssen Welding wurde in die Böhler Welding Group umbenannt. Böhler Welding Group ging 2010 von der Böhler-Uddeholm zur voestalpine Metal Engineering (vormals Railway Systems) als abgetrennte Division über. 2013 war die Integration in den voestalpine Konzern (innerhalb der Division Metal Engineering), sowie die Umbenennung auf voestalpine Böhler Welding und Vereinfachung der Produktmarken auf „Böhler Welding“, „UTP Maintenance“ und „Fontargen Brazing“. Seit Juni 2019 bietet die voestalpine Böhler Welding auch Schweißgeräte unter den zwei Produktlinien TERRA und URANOS an.